# Hallenser Wingolf
Der Hallenser Wingolf ist eine christliche, überkonfessionelle, farbentragende und nichtschlagende Studentenverbindung in Halle an der Saale. Gegründet wurde der Hallenser Wingolf am 5. Juli 1844 und ist seitdem – mit Unterbrechung von 1935 bis 2002 – eine der größten Verbindungen in Halle. In der Robert-Blum-Straße im Paulusviertel unterhält der Hallenser Wingolf sein Verbindungshaus mit Wohnheim. Der Hallenser Wingolf ist Gründungsmitglied des Wingolfsbundes. Von 2017 bis 2019 war der Hallenser Wingolf Vorort des Wingolfsbundes.

## Geschichte

### Chronik der ersten Jahre (1837–1848)

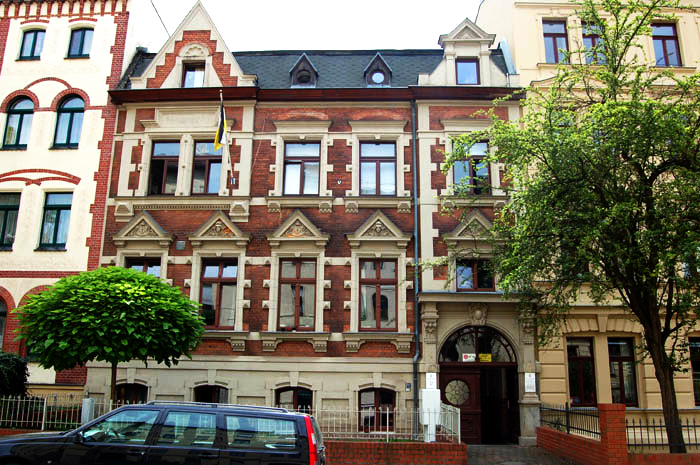
Das Wingolfshaus zu Halle (2009)

Dem romantischen und historisierenden Zeitgeist entsprechend entstanden in den 1830er-Jahren an mehreren Hochschulen christlich motivierte studentische Vereinigungen. Sie fühlten sich in sittlicher Hinsicht als Bewahrer urburschenschaftlicher Ideale, vermieden jedoch jegliche politische Betätigung. Das feucht-fröhliche Treiben der Corps einschließlich der dort üblichen Duelle wurde ebenfalls abgelehnt. Für viele dieser Vereine war das Christentum die einzige für alle Mitglieder verbindliche Grundlage.
Bereits 1837 gründete sich ein pietistisch orientierter Freundschaftskreis hallescher Theologiestudenten (ein so genanntes Erbauungskränzchen, Bibelkränzchen, spöttisch Tugendkränzchen genannt), der zunächst bewusst nicht als neue studentische Vereinigung mit korporativen Elementen gedacht war. Schon 1839 gab es, nach Aufnahme ehemaliger Jenaer Verbindungs-Studenten, beginnende Einflussnahmen korporativer Tendenzen neben der bisher allein herrschenden christlichen Grundhaltung, so dass es am 20. Juni 1841 zur Gründung eines Vereins im Preißischen Kaffeegarten, dem späteren Trothaer Kaffeegarten, durch 16 Mitglieder des Erbauungskränzchens kam. Später wurde jener Verein als „Alter“-Verein bezeichnet. Alleinige Grundlage war das Christentum. Der Verein erfreute sich der engagierten Förderung durch Friedrich August Tholuck, des berühmten, erwecklichen Theologie-Professors an der halleschen Universität (1848 zum Ehrenphilister des Hallenser Wingolf ernannt).

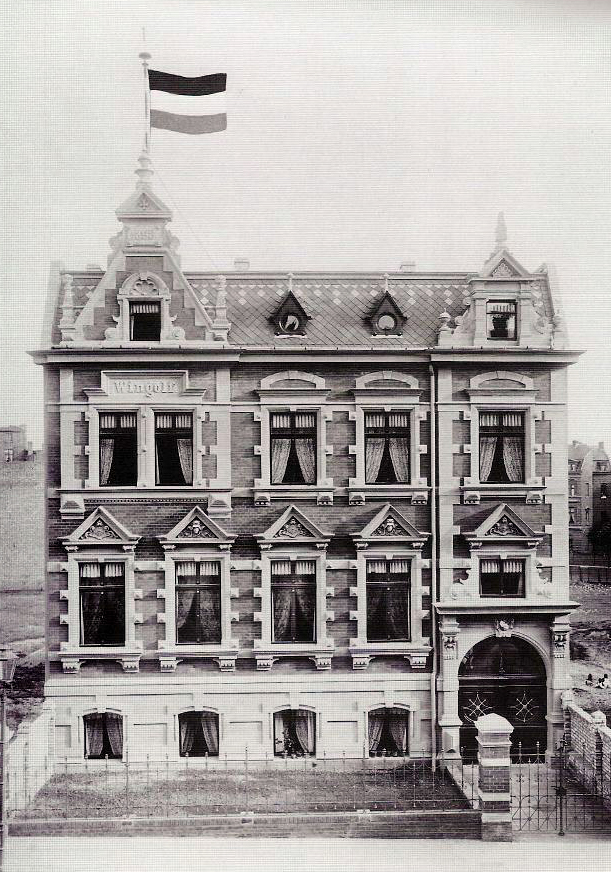
Historische Abbildung des Wingolfshauses zu Halle (ca. 1895)

In den folgenden Jahren kam es zu einer Spaltung dieses Vereins in einen streng christlich-erwecklichen Teil sowie in einen von eher korporiert orientierten Studenten getragenen Teil. Es entwickelten sich zwei Vereine, die sich beide als legitime Nachfolger des „Alten“-Vereins fühlten. Aus dem so genannten Pflug wurde später die Burschenschaft der Pflüger, die andere Gruppe entwickelte sich zu einer Wingolfsverbindung weiter.
Im Jahre 1844 fand das Schleizer Konzil christlicher Vereine in Schleiz mit Vertretern aus Halle sowie den wingolfitischen Verbindungen aus Erlangen und Berlin statt. Halle war mit je vier Vertretern der konservativ-christlichen bzw. der freieren, korporativen Richtung vertreten. Das Konzil gilt als Gründungsdatum des Wingolfsbundes. Vertreter des Bonner Wingolf waren zwar nicht zum „Konzil“ angereist, akzeptierten das Ergebnis jedoch, daher zählt der Bonner Wingolf ebenso zu den Gründungsmitgliedern des Wingolfsbundes wie der Berliner Wingolf, der Erlanger Wingolf und der Hallenser Wingolf.

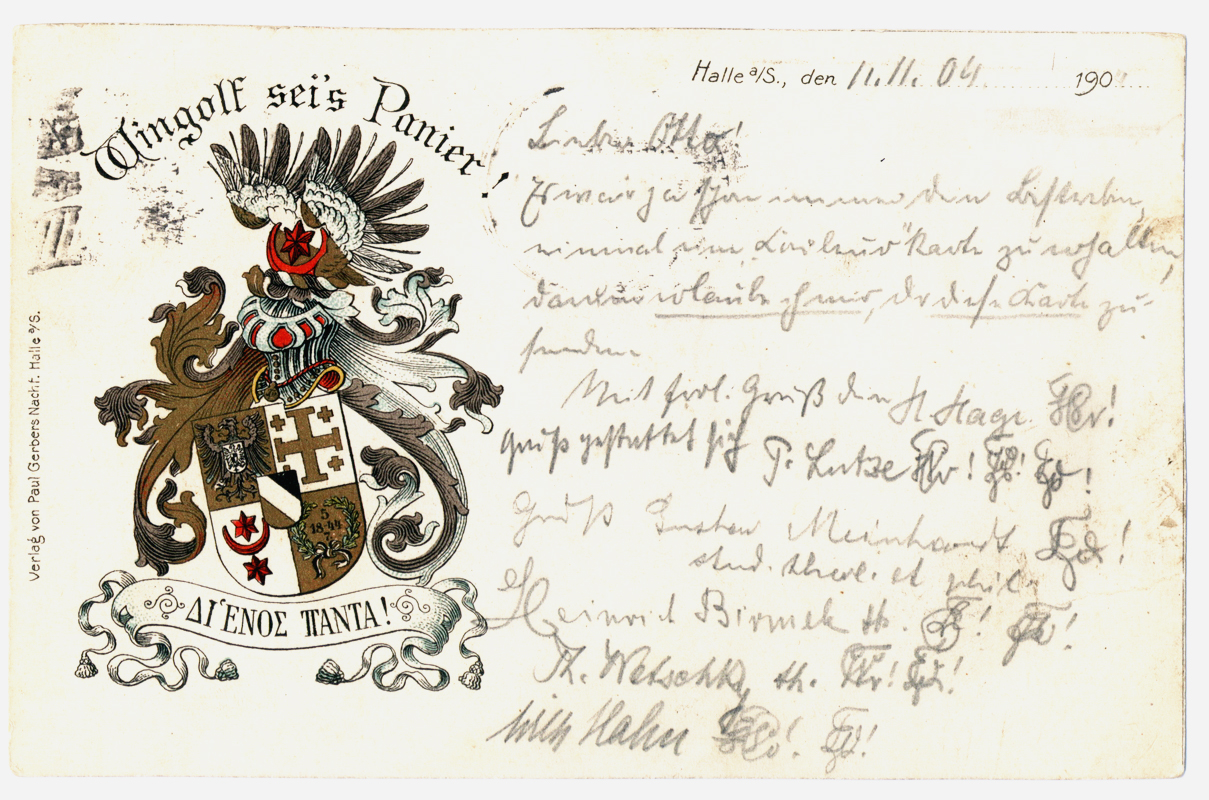
Couleurkarte von 1904
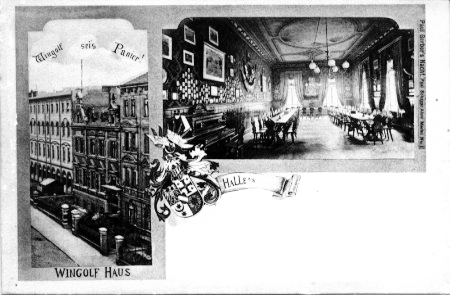
Couleurkarte des Hallenser Wingolf (1904) Straßenansicht, Kneipsaal
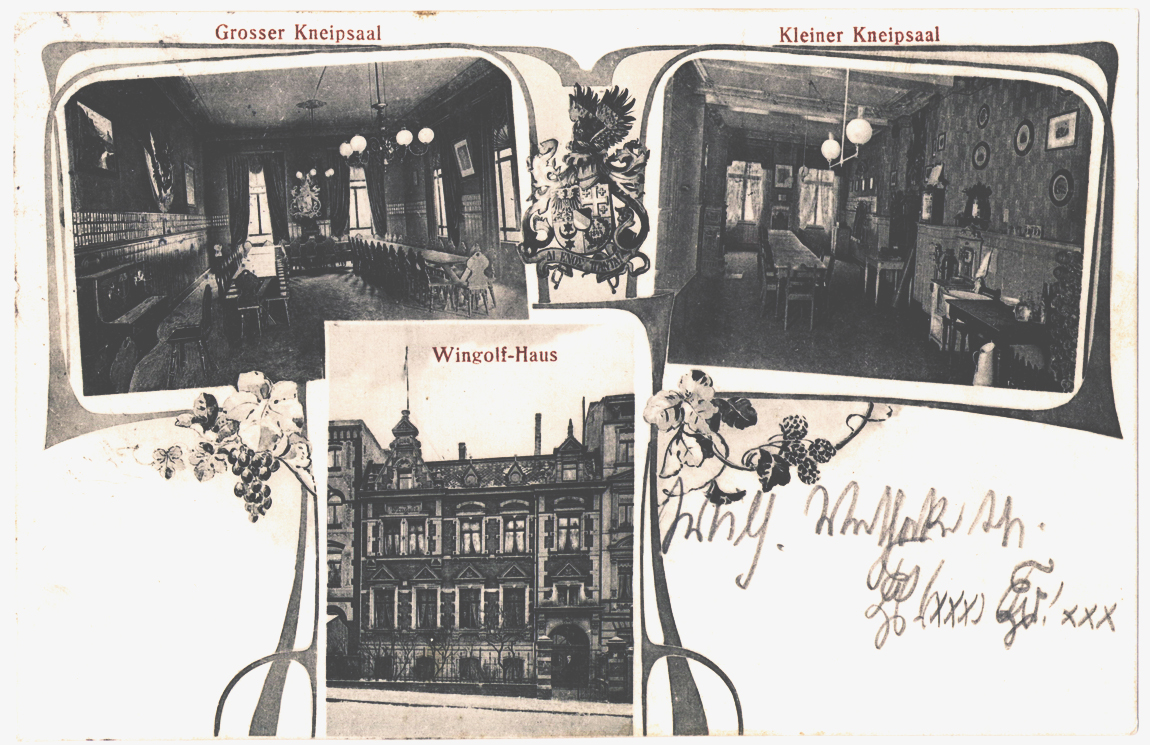
Couleurkarte (ca. 1900)
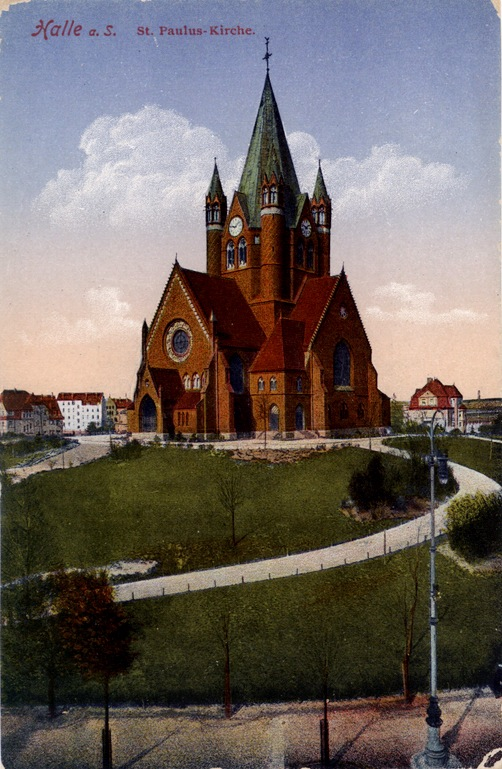
Couleurkarte mit der Pauluskirche als Motiv

Am 5. Juli 1844 kam es zur Gründung eines („Neuen“) Vereins wiederum in Trotha, Preißischer Kaffeegarten, durch frühere Leitungsmitglieder sowie neu hinzugewonnener Studenten mit betont christlicher Glaubensgrundlage. Dieses Datum gilt dem Hallenser Wingolf bis heute als Stiftungstag. Im Dezember des gleichen Jahres wurde der Name Wingolf angenommen.
Am 5. Mai 1848 wurde der Beschluss über das Anlegen der Farben schwarz-weiß-gold nach Vorbild der Bonner Wingolfsverbindung gefasst und somit der endgültige Übergang vom lockeren Verein zur studentischen Verbindung vollzogen. Ebenfalls 1848 wählte sich der Hallenser Wingolf „Panta di’ Henos“ (bald geändert in nunmehr „Di’ Henos Panta“) als Wahlspruch. Dieser wurde später auch vom gesamten Wingolfsbund übernommen.

### Blütezeit und vorläufiges Ende (1848–1935)
Der Wingolf entwickelte sich schnell zu einer der mitgliederstärksten halleschen Korporationen. Auch im Vergleich mit anderen deutschen Wingolfsverbindungen spielte er stets eine maßgebende Rolle. Obwohl der Wingolf seit seiner Gründung als überkonfessionelle Verbindung galt, haben seine Mitglieder in Halle als Angehörige der protestantischen Vereinigten Friedrichs-Universität Halle-Wittenberg fast ausschließlich der evangelischen Kirche angehört. Die Mehrzahl seiner Mitglieder waren Theologen. Im Hallenser Wingolf wurde neben dem christlichen aber auch das korporative Prinzip beachtet. Kneipen und Kommerse wurden genau wie in den anderen Verbindungen auf der Grundlage eines Kneipcomments gefeiert. Wobei diesen Feiern in wingolfitischer Tradition die Ernste Feier vorangestellt wurde.

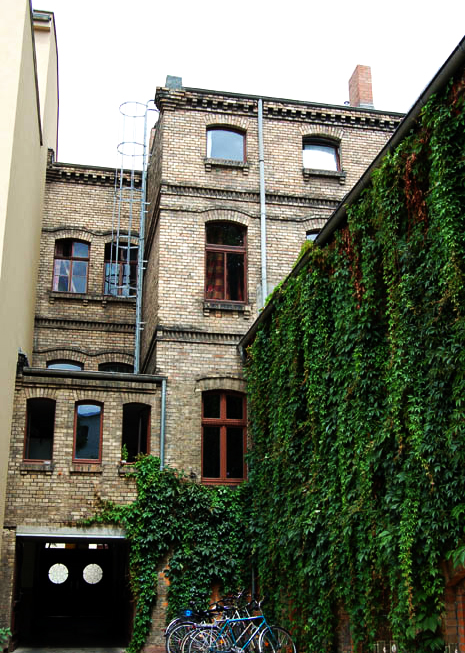
Gartenansicht des Wingolfshauses zu Halle

Beginnend mit dem ersten „Bundesfest des Wingolf“ (Wartburgfest des Wingolf) 1850 führte der Hallenser Wingolf für zehn Jahre die Vorortschaft im Wingolfsbund. In den folgenden Jahren, besonders in der Zeit der Prinzipienstreite, brachte sich der Hallenser Wingolf stark in die Diskussion unter den Wingolfsverbindungen ein.
Nachdem der Hallenser Wingolf über viele Jahre seine Kneipen und Diskussionsveranstaltungen in verschiedenen halleschen Gaststätten durchgeführt hatte, konnte am 25. Juli 1893 ein eigenes Haus in der Hohenzollernstraße 35 (jetzt Robert-Blum-Straße) eingeweiht werden. Es handelt sich um das zweitälteste genuin für die Zwecke einer Studentenverbindung erbaute Korporationshaus in Halle. Um die Jahrhundertwende erreichte der Hallenser Wingolf seine, die Anzahl der Mitglieder betreffende, Blütezeit. Eine Aktivitas bestehend aus mehreren Dutzend Burschen und ca. 40 Fuxen war von den 90er Jahren des 19. Jahrhunderts bis zum Ersten Weltkrieg keine Seltenheit.
Auch wenn die Mehrzahl der halleschen Wingolfiten keine überzeugten Anhänger des Nationalsozialismus waren, traten nach 1933 auch in dieser Verbindung starke ideologische Differenzen auf. Die meisten Aktiven fühlten sich im Laufe der nächsten Monate und Jahre zur oppositionellen Bekennenden Kirche (BK) hingezogen, aber auch die NS-treuen Deutschen Christen (DC) fanden Anhänger. Analog zu den anderen halleschen Korporationshäusern wurde in der Hohenzollernstraße die Wohnkameradschaft Wingolf eingerichtet. Vom 1. Juni 1934 bis 13. November 1934 wurden hier insgesamt zwölf Studenten der unteren Semester in Gemeinschaftsquartieren untergebracht, um sie durch den NS-Studentenbund und die SA ideologisch und wehrsportlich schulen zu können.
Im Verlauf des Jahres 1935 mussten die Mitglieder des Hallenser Wingolf einsehen, dass ihre Verbindung im nationalsozialistischen Deutschland keine Zukunft hatte. Um weiteren Anfeindungen und Demütigungen zu entgehen, die letztlich in ein staatliches Verbot gemündet hätten, beschloss die Aktivitas in einem letzten feierlichen Kommers am 3. November 1935 ihre Auflösung. Eine Weiterarbeit als Christlicher Arbeitskreis Wingolf, wie sie vom Wingolfsbund im Oktober 1935 allen Mitgliedern empfohlen worden war, wurde in Halle trotz engagierten Einsatzes einiger Ortsphilister nach wenigen Monaten aufgegeben. Das Haus in der Hohenzollernstraße wurde zwei Jahre später an die benachbarte Paulusgemeinde verkauft, um es vor dem Zugriff der NSD-Arbeitsfront zu bewahren. Der Kaufpreis in Höhe von 5.000 RM wurde an die Gemeinde als Kollekte zurückgegeben.

### Wiedergründung und Entfaltung nach 1945
Auf Initiative von Hallenser Philistern, die auch Mitglied des im Juni 1951 neu gegründeten Kölner Wingolf waren, übernahm ab 1952 die Kölner Bruderverbindung die Patenschaft über die Hallenser Bundesbrüder. In den folgenden Jahren trugen zahlreiche Kölner Philister auch das hallesche Band.
Nach der Wiedervereinigung konnte im Jahr 2000 das alte Korporationshaus in der Robert-Blum-Straße rückübertragen werden. Am 5. Mai 2002 wurde mit vier Aktiven – je zwei Studenten aus Göttingen und aus Halle – der Hallenser Wingolf wiedergegründet. Nach gründlicher Renovierung wurde am 24. April 2004 das alte Korporationshaus feierlich eingeweiht und bildet heute wieder das Zentrum des Aktivenlebens der Verbindung.
Auf dem Wartburgfest 2005 wurde der Hallenser Wingolf wieder als Vollmitglied in den Wingolfsbund aufgenommen.
Seit dem Sommersemester 2007 führt er die Tradition des 1935 vertagten Königsberger Wingolf fort.
Auf dem Wartburgfest 2017 wurde der Hallenser Wingolf zum neuen Vorort des Wingolfsbundes gewählt.

## Besonderheiten

### Couleur
Die Couleur des Hallenser Wingolf besteht aus dem schwarz-weiß-goldenen (Fux: schwarz-goldenen) Band mit silberner Percussion (Einrahmung), einer halbsteifen Tellermütze, deren Kopfteil weiß ist, dem Zipfelbund und der Bundesnadel des Wingolfsbundes. Lediglich der Erfurter Wingolf Georgia, der Erlanger und der Hallenser Wingolf tragen die Bundesnadel in Silber, alle anderen Wingolfsverbindungen tragen goldene Bundesnadeln.

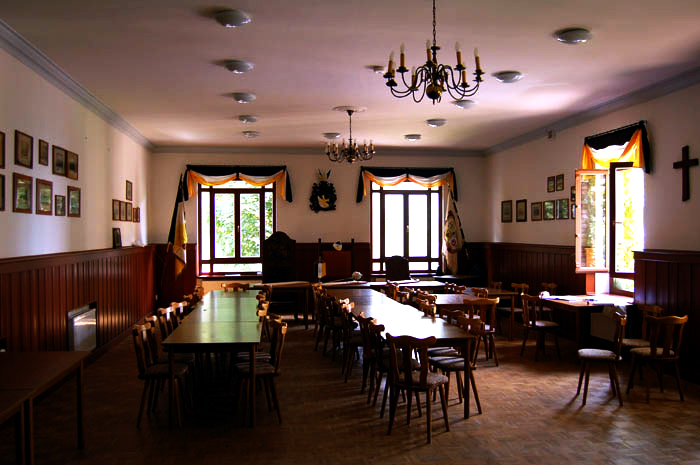
Kneipsaal des Hallenser Wingolf

Der Vollwichs besteht zusätzlich aus einer schwarzen Pekesche mit schwarzen Kordeln, einem Barett, welches statt der Kopfcouleur getragen wird, der Schärpe in den Verbindungsfarben, schwarzen Stulpen und dem symbolischen Schläger. Hierbei handelt es sich um einen stumpfen (nicht geschliffenen) waffenähnlichen Gegenstand, der zum Anschlagen einer Kneipe benutzt wird. Dazu wird mit dem Schläger einmalig auf die Kneiptafel geschlagen.

### Beziehungen
Am Universitätsstandort unterhält der Hallenser Wingolf respektvolle bis freundschaftliche Beziehungen zu den anderen Ortskorporationen in Halle; interkorporative Institute werden besucht. Ausgenommen von diesen guten Beziehungen bleibt die Halle-Leobener Burschenschaft Germania (DB).
Im Kreise des Wingolfsbundes hält er zu einigen der 35 aktiven Wingolfsverbindungen engere, über das normale Maß der bundesbrüderlichen Freundschaft hinausgehende, Bande. Dazu zählen der Erlanger Wingolf, die Wingolfsverbindungen in den neuen Bundesländern allgemein und der Erfurter Wingolf Georgia im Besonderen. Eine besondere Nähe und Herausforderung stellt seit jeher die enge Nachbarschaft zum Leipziger Wingolf dar.

### Semesterprogramm
Das Semesterprogramm des Hallenser Wingolf enthält einige besondere Institute (studspr. Veranstaltungen).

#### Reformationstags-Kneipe
Seit 2002 richtet der Hallenser Wingolf jedes Jahr anlässlich des Reformationstages am 31. Oktober eine Fahrt nach Wittenberg aus. Dort wird ein Gottesdienst besucht, dem Auszug des Akademischen Senats der Martin-Luther-Universität beigewohnt und schließlich in einem ansässigen Lokal eine Kneipe geschlagen. Der Hallenser Wingolf weist durch diese Veranstaltung auf die Ursprünge der Martin-Luther-Universität, die in Wittenberg liegen, hin. Zu diesem Institut lädt der Hallenser Wingolf auch andere Wingolfsverbindungen ein. In den letzten Jahren beteiligten sich der Leipziger Wingolf, der Göttinger Wingolf und der Berliner Wingolf. Anlässlich des 500. Reformationsjubiläums 2017 feierte der Hallenser Wingolf die Reformationstags-Kneipe gemeinsam mit der Kreuzkneipe der Ostdeutschen Wingolfsverbindungen (s. u.).

#### Salamanderkneipe zum Semesterende
Die Abschlusskneipe des Semesters feiert der Hallenser Wingolf seit 2006 als Salamanderkneipe. Dies geschieht in Anerkennung des versteckt (oder öffentlich) gelebten Verbindungswesens in der ehemaligen DDR. Die DDR verbot über viele Jahre studentische Korporationen, so dass auch die ostdeutschen Wingolfsverbindungen nach dem Zweiten Weltkrieg nicht wiedergegründet werden konnten. Der Hallenser Wingolf erinnert auch an die zahlreichen Hilfen und Kontakte zwischen den Bundesbrüdern (Mitglieder der Wingolfsverbindungen) in Ost und West während der Zeit der Teilung. Das Ritual ist dem Gebrauch in der Rudelsburger Allianz nachempfunden.

#### Kreuzkneipe der Ostdeutschen Wingolfsverbindungen
Im Wintersemester jedes Jahres treffen sich die sechs aktiven ostdeutschen Wingolfsverbindungen (Erfurt, Jena, Leipzig, Rostock, Berlin, Halle) zu einem gemeinsamen Wochenende. Jeweils eine der betreffenden Verbindungen richtet das Fest aus. Eine Kreuzkneipe ist eine Kneipe deren Vorsitz von den Seniores (vgl. Sprecher) der beteiligten Verbindungen geführt wird. Der Hallenser Wingolf richtete die „Ostkreuzkneipe“ zuletzt 2017 aus.

## Bekannte Mitglieder (Auswahl)

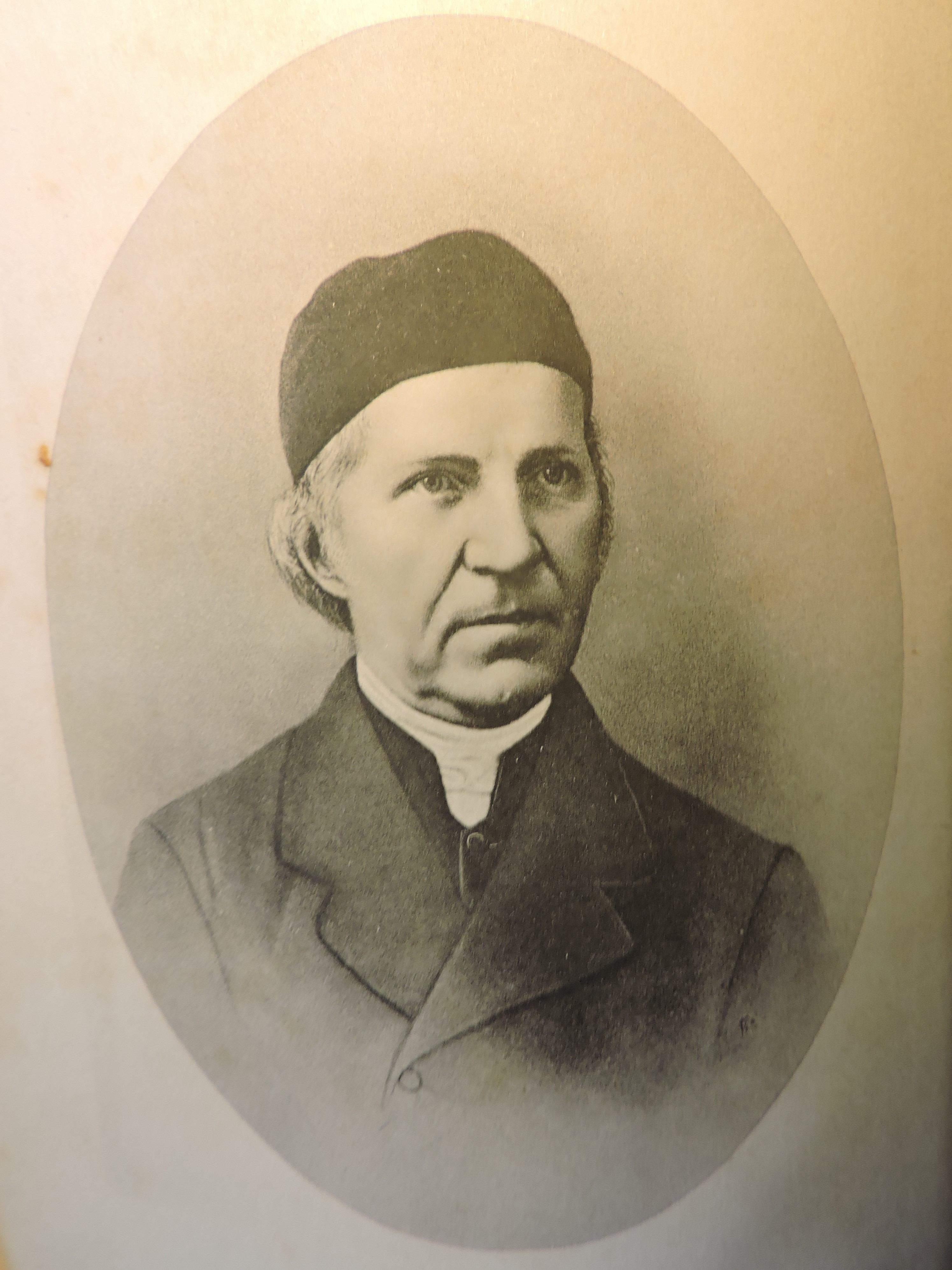
Friedrich Ahlfeld (Ehrenmitglied)
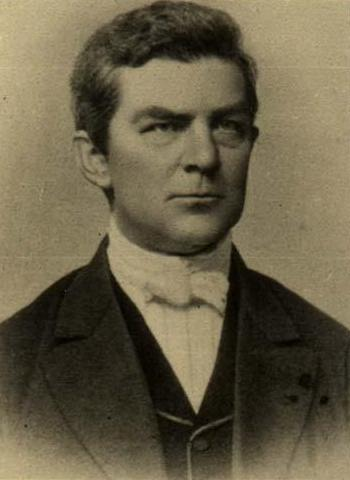
Wilhelm Quistorp
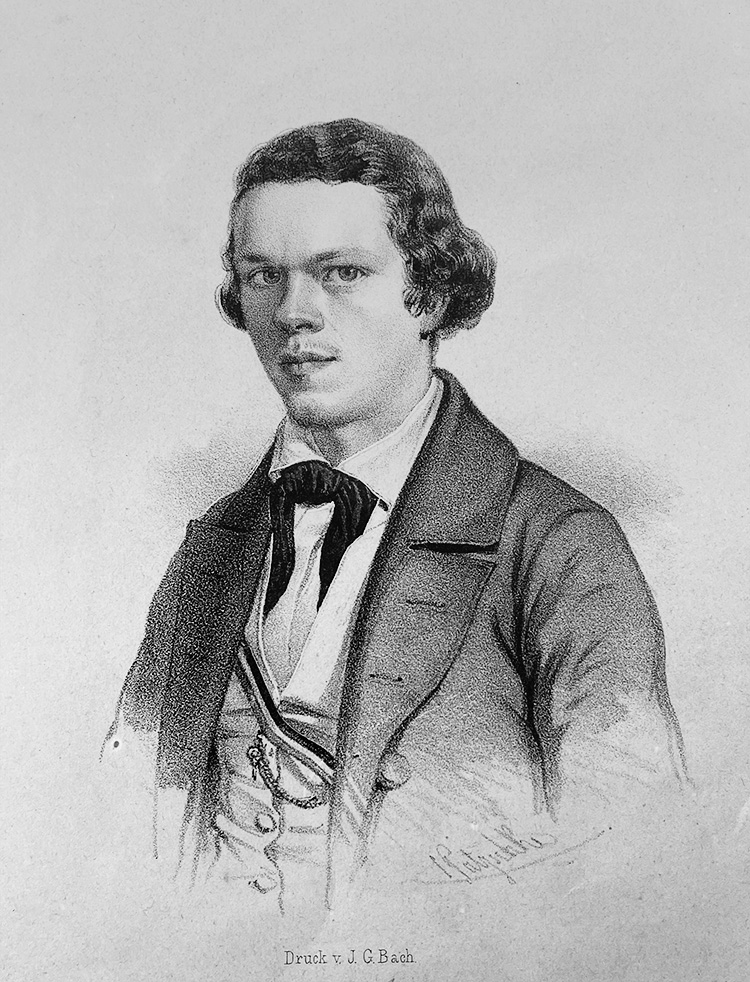
Gustav Adolf Pompe
Gustav Warneck
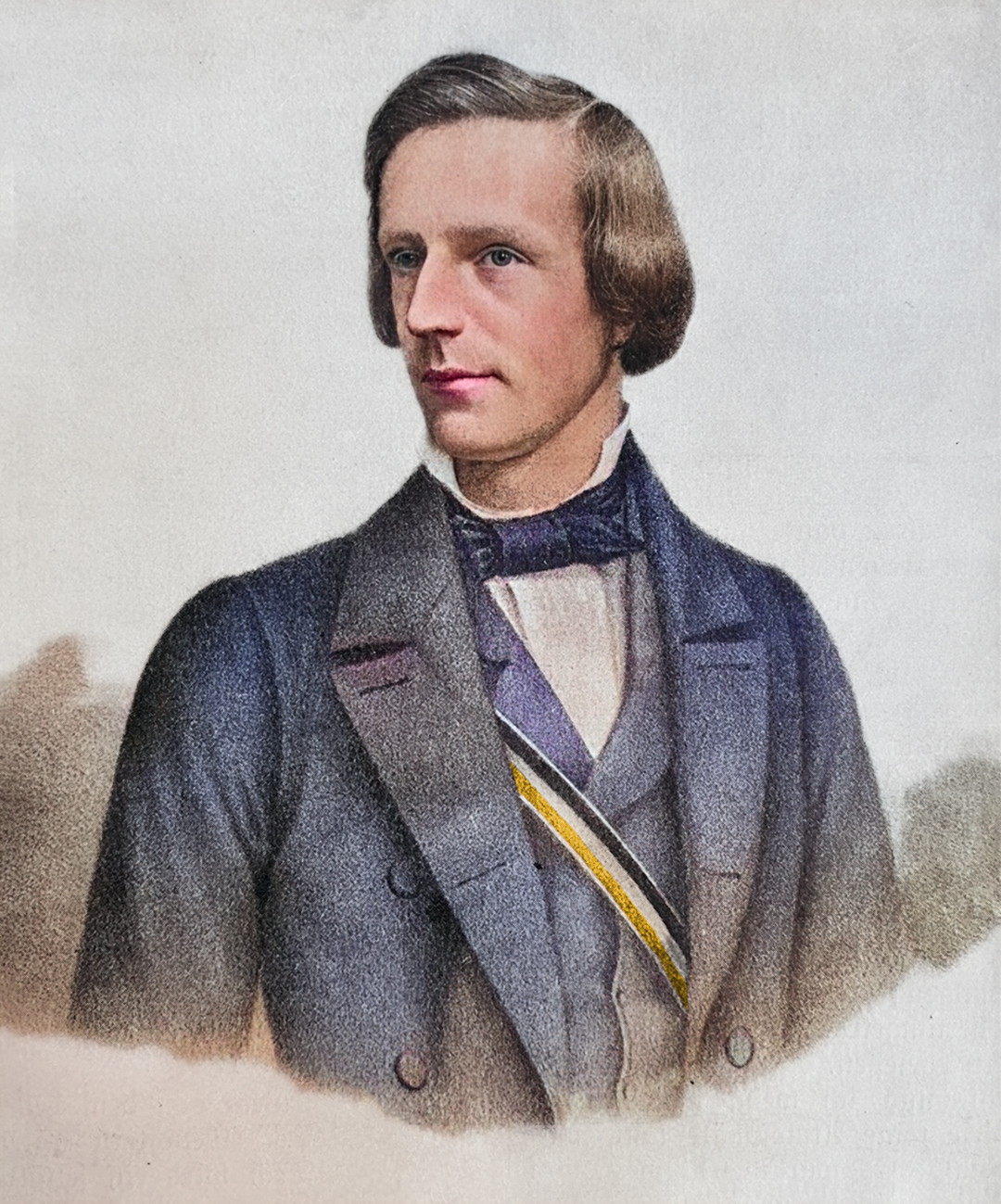
Martin Kähler
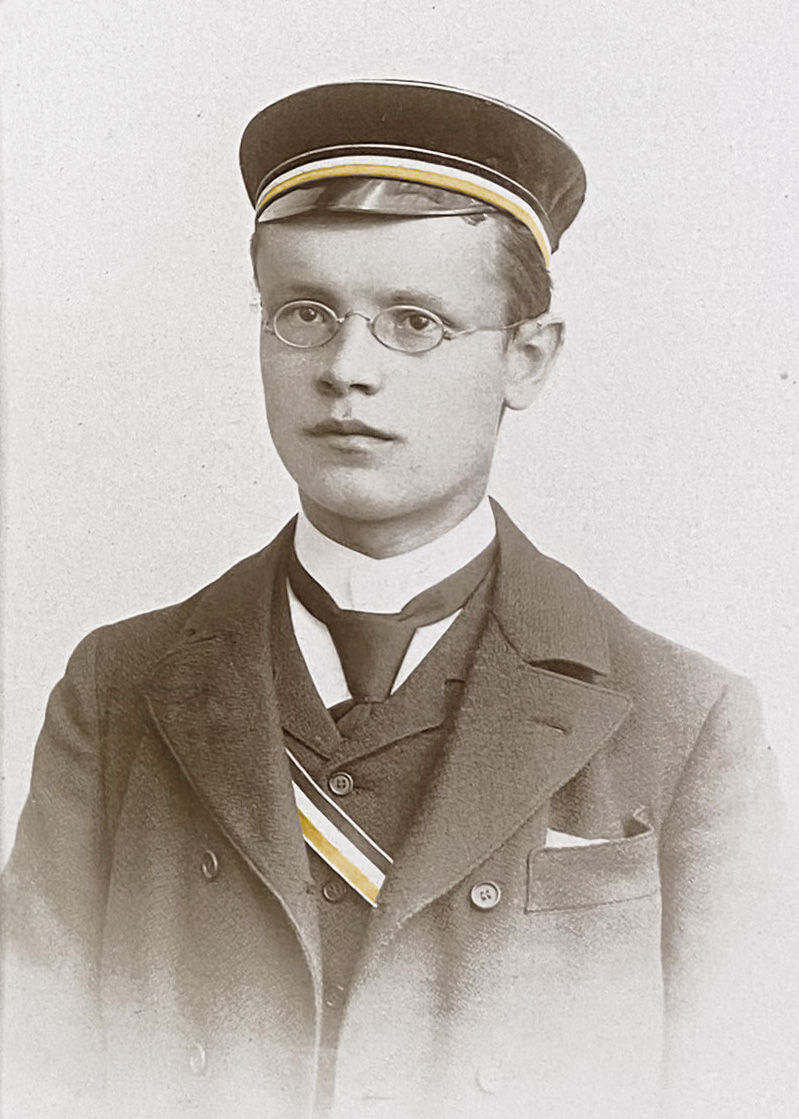
Paul Viebig
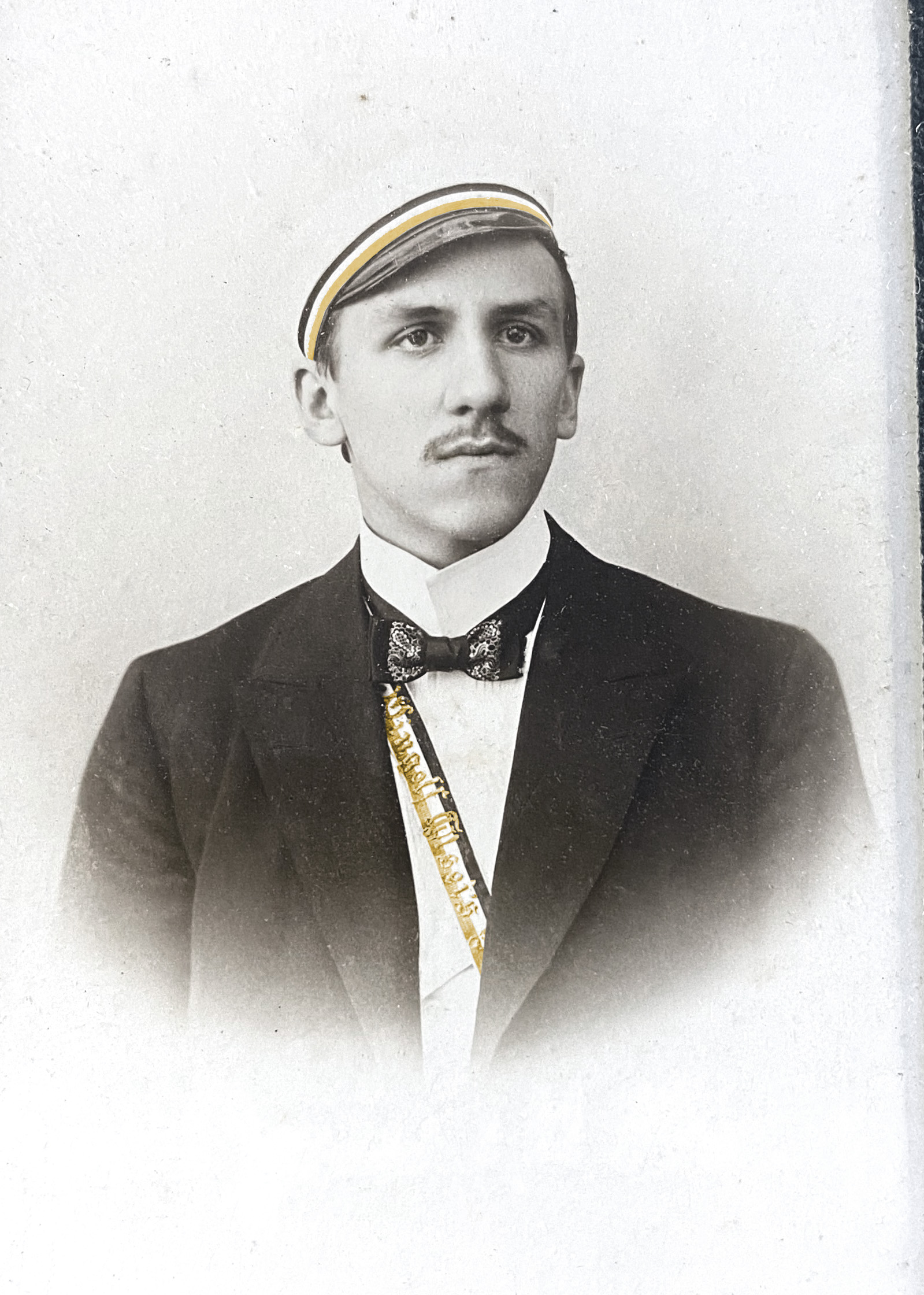
Karl Grein
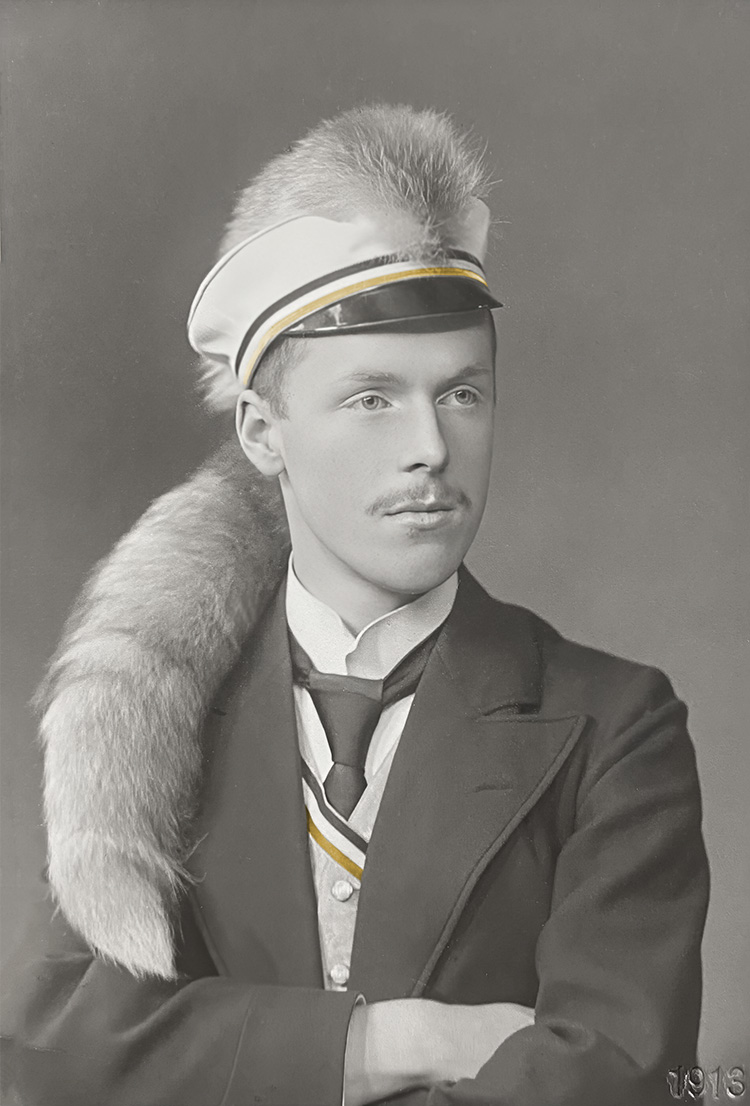
Helmuth Schreiner

- Friedrich Ahlfeld (1810–1884), lutherischer Theologe, beliebter volkstümlicher Prediger und Autor (Ehrenmitglied)
- Albrecht Alt (1883–1956), lutherischer Theologe, Prof. für Altes Testament
- Otto Altenburg (1873–1950), Historiker, Gymnasialprofessor und Vorsitzender der Gesellschaft für Pommersche Geschichte und Altertumskunde
- Ernst Barnstein (1891–1975), evangelischer Theologe, leitendes Mitglied der Bekennenden Kirche, Gegner des NS-Regimes
- Carl Bertheau (1878–1944), lutherischer Theologe und Lehrer, Mitbegründer der Bekennenden Kirche in Hamburg
- Lorenz Bertheau (1886–1968), evangelischer Theologe und Pfarrer, Vorsitzender der Bekennenden Kirche in Naumburg
- Martin Bertheau (1882–1946), lutherischer Theologe und Propst in Süd- und Nordangeln
- Walther Bienert (1909–1994), evangelischer Theologe und Pfarrer, Gründer der Melanchthon-Akademie Köln
- Karl Bornhäuser (1868–1947), evangelischer Theologe, Prof. für Praktische Theologie und Neues Testament
- Theodor Braun (1833–1911), lutherischer Theologe, Generalsuperintendent der Neumark und Niederlausitz in der altpreußischen Kirchenprovinz Brandenburg
- Paul Braune (1887–1954), evangelischer Theologe, Leiter der Hoffnungstaler Anstalten Lobetal
- Friedrich Büchsel (1883–1945), evangelischer Theologe, Prof. für Neues Testament
- Otto Dreyer (1837–1900), evangelischer Theologe und Oberkirchenrat
- Richard Engelbert (1820–1910), evangelischer Theologe und Leiter der Pastoralgehülfen- und Diakonenanstalt in Duisburg
- Paul Feine (1859–1933), evangelischer Theologe, Prof. für Neues Testament (Ehrenmitglied)
- Otto Funcke (1838–1910), evangelischer Theologe und christlicher Volkserzähler
- August von Gall (1872–1946), evangelischer Theologe und Orientalist
- Martin Gensichen (1842–1927), lutherischer Theologe und Direktor der Berliner Missionsgesellschaft
- Friedrich Giesebrecht (1852–1910), evangelischer Theologe, Prof. für Altes Testament
- Karl Grein (1881–1957), evangelischer Theologe, Mitglied der Bekennenden Kirche
- Reinhold Grundemann (1836–1924), evangelischer Theologe und Missionsschriftsteller
- Erich Haupt (1841–1910), evangelischer Theologe, Prof. für Neues Testament
- Martin Heepe (1887–1961), Afrikanist
- Albert Heintze (1831–1906), Philologe und Gymnasiallehrer
- Albert Helbing (1837–1914), evangelischer Theologe, Präsident des Oberkirchenrats der Evangelischen Landeskirche in Baden
- Karl Held (1830–1870), evangelischer Theologe, Prof. für Praktische Theologie
- Hermann Albert Hesse (1877–1957), reformierter Theologe und Pfarrer
- Adolf Hofmeister (1883–1956), Historiker und Prof. für mittlere und neuere Geschichte
- Oliver Holtemöller (* 1971), Wirtschaftswissenschaftler, Prof. für Volkswirtschaftslehre
- Johannes Hymmen (1878–1951), evangelischer Theologe, geistlicher Vizepräsident des Evangelischen Oberkirchenrats der Kirche der Altpreußischen Union
- Gerhard Jacobi (1891–1971), lutherischer Theologe, leitendes Mitglied des Pfarrernotbundes, Bischof der Evangelisch-Lutherischen Kirche in Oldenburg
- Eduard Jacobs (1833–1919), fürstlicher Bibliothekar und Archivar
- Eduard Juhl (1884–1975), lutherischer Theologe und Propst in Leck/Südtondern
- Ferdinand Kattenbusch (1851–1935), evangelischer Theologe, Prof. für Systematische Theologie
- Martin Kähler (1835–1912), evangelischer Theologe, Prof. für Systematische Theologie und Neues Testament
- Walter Kähler (1877–1955), evangelischer Theologe, Generalsuperintendent für den Westsprengel der Kirchenprovinz Pommern
- Alfred Kaufmann (1868–1946), evangelischer Theologe, Namensgeber des Kaufmann-Will-Kreises
- Emil Kautzsch (1841–1910), evangelischer Theologe, Prof. für Altes Testament (Ehrenmitglied)
- Richard Kirstein (1844–1926), evangelischer Theologe und Diakon
- Heinrich Kolfhaus (1879–1956), evangelischer Theologe, Mitglied der Bekennenden Kirche im Rheinland
- Friedrich Langewiesche (1867–1958), Pädagoge
- Ernst Lohmann (1860–1936), evangelischer Geistlicher und Gründer des Deutschen Hilfsbunds für christliches Liebeswerk im Orient sowie des Missionshauses Malche
- Karl Lohmann (1878–1945), evangelischer Theologe, Generalsuperintendent der Kirchenprovinz Sachsen
- Hannes Loth (* 1981), Politiker (AfD)
- Ernst Lotz (1887–1948), Pädagoge und Politiker (CDU), Kultusminister des Landes Rheinland-Pfalz
- Wilhelm Lütgert (1867–1938), evangelischer Theologe, Prof. für Neues Testament und Systematische Theologie
- Fritz Medicus (1876–1956), Philosoph (Ehrenmitglied)
- Johannes Meinhof (1859–1947), evangelischer Pastor und Superintendent in Halle
- Friedrich Middendorf (1883–1973), reformierter Theologe, Kirchenpräsident der Evangelisch-reformierten Kirche in Nordwestdeutschland
- Julius Möller (1840–1928), lutherischer Theologe und Pfarrer, Vorsitzender der Christlich-Konservativen Partei Minden-Ravensberg
- Julius Müller (1801–1878), evangelischer Theologe, Prof. für Dogmatik (Ehrenmitglied)
- Friedrich Niemann (1869–1945), evangelischer Theologe und Superintendent des Kirchenkreises Herford
- Klaus Wolfgang Niemöller (1929–2024), Musikwissenschaftler
- Ottmar Palmer (1873–1964), lutherischer Pfarrer und Kirchenrat
- Gustav Adolf Pompe (1831–1889), lutherischer Theologe, Dichter, Verfasser des Pommernliedes
- Wilhelm Quistorp (1824–1887), lutherischer Theologe, Vorkämpfer der Inneren Mission in Pommern
- Martin Redeker (1900–1970), evangelischer Theologe und Politiker (CDU), Prof. für Systematische Theologie
- Albrecht Ritschl (1822–1889), protestantischer Theologe, Prof. für Systematische Theologie und Kirchen- und Dogmengeschichte
- Hellmut Ritter (1892–1971), Orientalist
- Karl Bernhard Ritter (1890–1968), evangelischer Theologe und Politiker (DNVP), Begründer der Berneuchener Bewegung
- Erich Schaeder (1861–1936), lutherischer Theologe und Prof. für Systematische Theologie
- Hermann Schafft (1883–1959), evangelischer Theologe, Regierungsdirektor in Kassel
- Martin Schmidt (1883–1964), evangelischer Theologe, Prof. für evangelische Religionswissenschaft
- Julius Schniewind (1883–1948), lutherischer Theologe, Prof. für Neues Testament (Ehrenmitglied)
- August Schreiber (1839–1903), evangelischer Theologe und Missionsinspektor der Rheinischen Missionsgesellschaft
- Helmuth Schreiner (1893–1962), lutherischer Theologe, Prof. für Praktische Theologie
- Friedrich Karl Schumann (1886–1960), lutherischer Theologe, Prof. für Systematische und Praktische Theologie
- Carl Gunther Schweitzer (1889–1965), lutherischer Theologe, Mitbegründer des Pfarrernotbundes
- Ernst Stoltenhoff (1879–1953), evangelischer Theologe, Generalsuperintendent der altpreußischen Provinzialkirche der Rheinprovinz
- Hermann Strathmann (1882–1966), evangelischer Theologe, Prof. für Neues Testament
- Paul Tillich (1886–1965), protestantischer Theologe, Prof. für Religionsphilosophie und Systematische Theologie
- Alfred Uckeley (1874–1955), evangelischer Theologe und Prof. für Praktische Theologie
- Paul Viebig (1876–1940), lutherischer Theologe, Kirchenrat der Kirchenprovinz Schlesien
- Eduard Vilmar (1832–1872), lutherischer Theologe und Orientalist, Prof. für Altes Testament
- Ernst Vits (1868–1939), evangelischer Theologe, Hof- und Domprediger in Berlin, Generalsuperintendent für Neumark und Niederlausitz
- Eduard Völkel (1878–1957), lutherischer Theologe, Bischof des Sprengels Schleswig
- Gustav Warneck (1834–1910), evangelischer Theologe, Begründer der Missionswissenschaft
- Johannes Warneck (1867–1944), evangelischer Theologe, Direktor der Rheinischen Missionsgesellschaft
- Martin Warneck (1869–1943), Verlagsbuchhändler (Ehrenmitglied)
- Johannes Warns (1874–1937), evangelischer Theologe, Leiter der Bibelschule Wiedenest
- Hans Emil Weber (1882–1950), evangelischer Theologe, Prof. für Systematische Theologie und Neues Testament (Ehrenmitglied)
- Georg Wehrung (1880–1959), evangelischer Theologe, Prof. für Systematische Theologie
- Hermann Werdermann (1888–1954), evangelischer Theologe, Prof. für Praktische Theologie und Religionspädagogik
- Johannes Winkler (1874–1958), Missionsarzt, Tropenmediziner und Ethnologe
- Leopold Witte (1836–1921), evangelischer Theologe und Pädagoge
- Ernst Wilm (1901–1989), evangelischer Theologe, Mitglied der Bekennenden Kirche, Präses der Evangelischen Kirche von Westfalen
- Adolf Wuttke (1819–1870), lutherischer Theologe, Prof. für Systematische Theologie und Politiker (Ehrenmitglied)
- Franz Michael Zahn (1833–1900), evangelischer Theologe, Inspektor der Norddeutschen Missionsgesellschaft
- Otto Zänker (1876–1960), lutherischer Theologe, Bischof der Kirchenprovinz Schlesien
- Wilhelm Zoellner (1860–1937), lutherischer Theologe, Generalsuperintendent der altpreußischen Kirchenprovinz Westfalen
- Gustav Zwernemann (1872–1958), reformierter Theologe, Superintendent der Evangelischen Kirchen H. B. in Österreich

### Schriften des Hallenser Wingolf
- Satzung des Hallenser Wingolf, Convent des Hallenser Wingolf (Hrsg.), Halle (Saale) 2002 (Revision 2011)
- Comment des Hallenser Wingolf, Convent des Hallenser Wingolf (Hrsg.), Halle (Saale) 2002
- Hallenser Pforte – Verbindungszeitschrift des Hallenser Wingolf, Hallenser Wingolf (Hrsg.), Halle (Saale) 1.–9. Ausgabe 2007–2013
- Die Ernste Feier – Ein kleiner Leitfaden zur Vorbereitung von Philipp Greifenstein, Hallenser Wingolf (Hrsg.), Halle (Saale) 2010

### Schriften aus dem Wingolfsbund
- Geschichte des Wingolfs 1830-1994, Verband Alter Wingolfiten (Hrsg.), Detmold 1998
- Aus dem Wingolf – Zweiter Teil. Blütenlese, enthaltend Gedichte Reden und Aufsätze (ed. W. Sarges), Halle (Saale) 1891, 2. Aufl. Mühlhausen/Thüringen 1901
- Wingolfsblätter – Zeitschrift des Wingolfsbundes, Verband Alter Wingolfiten (Hrsg.), darin:
  - 123. Jahrgang Heft 1/2004
  - 123. Jahrgang Heft 4/2004, darin S. 265–274, „Ein „Pflantz-Garten“ für die Welt – August Hermann Francke und das universale Programm des Hallischen Pietismus“ von Chr. Peters
- Hans Waitz: Geschichte der Wingolfsverbindungen, darin Fr. Büchsel „Geschichte des Hallenser Wingolf“, Verlag des Verbandes alter Wingolfiten, Darmstadt 1914